# Европейская экономическая зона

Страны — члены ЕС:
член EEA
Страны — члены EFTA:
член EEA
государство, ранее подписавшее соглашение, но не вступившее в EEA (Швейцария)
бывшее государство ЕС, вышедшее из EEA (Великобритания)

Европе́йская экономи́ческая зо́на (ЕЭЗ), Европейское экономическое пространство (англ. European Economic Area, EEA) — пространство, созданное 1 января 1994 года Соглашением о EEA и предусматривающее свободное движение товаров, капитала, услуг и людей («четыре свободы») в рамках Европейского единого рынка (также известного как внутренний рынок Европейского союза). Соглашение о EEA предусматривает, что членство открыто для государств — членов Европейского союза (ЕС) или Европейской ассоциации свободной торговли (ЕАСТ, EFTA). Государства ЕАСТ, которые являются участниками Соглашения о EEA, участвуют во внутреннем рынке ЕС, не являясь членами ЕС, однако, со значительными исключениями, в том числе в сфере сельского хозяйства и рыболовства.
Соглашение о EEA (англ. EEA Agreement) было подписано 2 мая 1992 года и вступило в силу 1 января 1994 года. В настоящий момент EEA включает в себя 30 государств, среди которых 27 стран — членов Европейского союза (26 на постоянной основе и временно применяется к Хорватии) и три из четырёх стран — членов ЕАСТ (Норвегия, Исландия и Лихтенштейн). Великобритания входила в EEA до выхода из Европейского союза в 2020 году. Член ЕАСТ Швейцария формально не входит в EEA, но имеет ряд двусторонних договоров с ЕС, давая ей те же права, что и странам-членам EEA, но с сохранением права Швейцарии иметь разрешительный порядок доступа граждан ЕС на швейцарский рынок труда.
Основные промышленные отрасли Европы
- Автомобильная промышленность: Германия (Volkswagen, BMW, Mercedes-Benz), Франция (Renault, Peugeot), Италия (Fiat, Ferrari);

- Химия и фармацевтика: Швейцария (Roche, Novartis), Германия (BASF, Bayer);

- Энергетика: нефтегазовая промышленность Норвегии и Великобритании, французские атомные электростанции.

- Технологии и ИТ: стартап-центры Великобритании, Германии и Нидерландов;

- Аэрокосмическая промышленность: Airbus Франции и Германии.

2. Основные экономические центры Европы
- Лондон (финансовый центр, банки, фондовые биржи);

- Франкфурт (Европейский центральный банк, сердце немецкой экономики);

- Париж (промышленность, мода и фармацевтика);

- Милан (мода, автомобили, дизайн);

- Амстердам (торговля, логистика, технологии);

- Цюрих и Женева (банки, фармацевтические компании, международные организации)

3. Региональные промышленные центры
- Рурская область (Германия) – крупнейший промышленный регион.

- Регион Пиечене (Венгрия, Словакия, Чехия) - производство автомобилей;

- Скандинавия – зеленая энергетика и технологии.

## Участники
Экономическая зона включает в себя все страны Европейского союза и три из четырёх стран Европейской ассоциации свободной торговли (ЕАСТ, EFTA) (Исландию, Норвегию и Лихтенштейн). Швейцария формально не входит в Европейскую экономическую зону, но имеет все права и обязанности её члена, включая обязанность предоставлять свободный доступ граждан ЕС на внутренний рынок труда и право граждан Швейцарии свободно работать на всей территории ЕЭЗ.
Граждане Андорры, Монако, Сан-Марино и Ватикана не имеют права свободно работать на территории ЕЭЗ (за исключением отдельных стран). При этом в силу ассоциации этих стран с Испанией, Францией и Италией их территория де-факто (но не де-юре) входит в состав ЕЭЗ.
Не следует путать ЕЭЗ с Еврозоной, Шенгенской зоной, Таможенным союзом ЕС, включающим все страны ЕС (за исключением ряда территорий), Андорру, Сан-Марино, Турцию и британские владения в Европе, с Европейской зоной НДС, включающей все страны ЕС (за исключением ряда территорий), а также Монако.

## Требования ЕЭЗ
Между странами Европейской экономической зоны установлены требования на обеспечение следующих «свобод»:
- свободная торговля товарами,
- свободная торговля услугами,
- свободное передвижение трудовых ресурсов,
- свободное передвижение капитала.

Страны, не являющиеся членами ЕС, но присоединяющиеся к Европейской экономической зоне, соглашаются приводить своё национальное законодательство в области социальной политики, защиты прав потребителей, защиты окружающей среды, регулирования деятельности компаний и ведения статистики в соответствие с законодательными нормами стран ЕС.

## Институты ЕЭЗ
В структуру ЕЭЗ входят следующие институты:
- Совет — верховный орган принятия решений (члены Совета ЕАСТ, члены Европейской комиссии, по одному представителю от каждого члена ЕАСТ),
- Совместный комитет — форум для обмена мнениями и информацией, орган для поиска и принятия решений (высокие должностные лица Комиссии и государств — членов ЕС и ЕАСТ),
- Консультативный комитет (члены Экономического и социального комитета ЕС, члены Консультативного комитета ЕАСТ),
- Совместный парламентский комитет.